# Марян Стойков
Марян Стойков Бракадански е български политик от БКП.

## Биография
Роден е на 10 март 1924 г. в благоевградското село Бистрица. Става член на РМС през 1939 г., а на БКП през 1943 г. По време на Втората световна война спомага за изпращането на членове на РМС в партизанските отряди. Бил е член на Градския комитет на РМС в София. След 9 септември 1944 г. е избран за секретар на РМС на район. Известно време работи в Централния съвет на ОПРС. След това е председател на Окръжния съвет на профсъюзите и член на Бюрото на Градския комитет на БКП в София. Завършва Висшия икономически институт „Карл Маркс“, днес УНСС, а по-късно и Висша партийна школа. От 1957 до 1959 г. е секретар на Димитровския районен комитет на БКП в София, а от 1959 до 1967 г. е първи секретар на районния комитет. През март 1972 г. е назначен за секретар на Централния съвет на Българските професионални съюзи. От 2 април 1976 до 4 април 1981 г. е кандидат-член на ЦК на БКП.